# Anabarhynchus laterepilosus
Anabarhynchus laterepilosus är en tvåvingeart som beskrevs av Lyneborg 1992. Anabarhynchus laterepilosus ingår i släktet Anabarhynchus och familjen stilettflugor. Inga underarter finns listade i Catalogue of Life.